# Giuseppe Muraglia
Giuseppe Muraglia (né le 3 août 1979 à Andria) est un coureur cycliste italien.

## Biographie
Lauréat du Baby Giro 2002, Giuseppe Muraglia passe professionnel en 2003 dans l'équipe Formaggi Pinzolo Fiave. Après deux saisons au cours desquelles il participe au Tour d'Italie, il signe pour le Team L.P.R.. Il remporte avec cette équipe une étape du Tour du Trentin.
En 2007, Muraglia rejoint Acqua & Sapone. En mars, il remporte la Clásica de Almería mais fait l'objet d'un contrôle positif à la gonadotrophine chorionique (ou HCG) à cette occasion. En octobre, la fédération italienne de cyclisme prononce à son encontre une suspension de deux ans.
Giuseppe Muraglia redevient coureur professionnel en juillet 2009 au sein de l'équipe Centri della Calzatura. Il gagne en février 2010 la troisième étape du Tour de la province de Reggio de Calabre. En 2011, il est membre de l'équipe D'Angelo & Antenucci-Nippo.

## Palmarès

### Palmarès amateur
- 2002
  - 3e étape du Tour du Frioul-Vénétie julienne
  - Baby Giro :
    - Classement général
    - 6e étape

  - Bassano-Monte Grappa

### Palmarès professionnel
- 2005
  - 2e étape du Tour du Trentin
- 2010
  - 3e étape du Tour de la province de Reggio de Calabre

## Résultats sur le Tour d'Italie
2 participations
- 2003 : hors-délai (18e étape)
- 2004 : 57e

## Classements mondiaux
| Année           | 2005 | 2006 | 2007 | 2008 | 2009 | 2010 | 2011 |
| --------------- | ---- | ---- | ---- | ---- | ---- | ---- | ---- |
| UCI Europe Tour | 415e | 658e | 207e |      |      | 562e | 550e |